# بيتر رامزي
بيتر رامزي (بالإنجليزية: Peter Ramsey)‏ هو مخرج أمريكي، ولد في 1996 في Crenshaw, Los Angeles ‏ في الولايات المتحدة.

## وصلات خارجية
- بيتر رامزي على موقع IMDb (الإنجليزية)
- بيتر رامزي على موقع ألو سيني (الفرنسية)
- بيتر رامزي على موقع أول موفي (الإنجليزية)
- بيتر رامزي على موقع قاعدة بيانات الأفلام السويدية (السويدية)
- بيتر رامزي على موقع قاعدة بيانات الفيلم (الإنجليزية)
- بيتر رامزي على موقع كينوبويسك (الروسية)